# Dianthus pusillus
Dianthus pusillus är en nejlikväxtart som beskrevs av Josef Franz Freyn och Sint. Dianthus pusillus ingår i släktet nejlikor, och familjen nejlikväxter. Inga underarter finns listade i Catalogue of Life.